# Braintree, Essex
Braintree este un oraș și un district ne-metropolitan în comitatul Essex, regiunea East, Anglia. Districtul are o populație de 139.700 locuitori din care 42.393 locuiesc în orașul propriu zis Braintree. Alte orașe din district sunt Coggeshall.

## Orașe din district
- Braintree
- Coggeshall
- Halstead
- Witham